# 科乔·莱恩
科乔·莱恩（英語：Kojo Laing；1946年7月1日—2017年4月20日）是加纳小说家和诗人。他在寫作時還創作了一些新詞。他曾獲得格拉斯哥大學硕士学位，妻子是苏格兰人。他從大學畢業後返回加纳，並且成為加納的公务员，後來還在阿克拉一所學校擔任校长。